# Научно-технологический университет Ирана
Научно-технологический университет Ирана (перс. دانشگاه علم و صنعت ایران‎) — государственное высшее учебное заведение в Иране, учебный и научно-исследовательский центр в области технических и естественных наук. Расположен в городе Тегеран.

## Общие сведения
Основан в 1929 году как Высшее техническое учебное заведение (перс. هنرسرای عالی‎) с целью подготовки инженерно-технических кадров.
В 1972 году преобразован в Научно-технический институт (перс. دانشکدهٔ علم و صنعت ایران‎).
В 1978 году НТИ решением Министерства высшего образования Ирана получил статус университета и переименован в Научно-технологический университет Ирана.
С 1990 года НТУИ наряду с бакалаврским и магистерским программами также предлагает образовательную программу на степень доктора философии (PhD) в области гражданского строительства и материаловедения, а с 1995 года – также на степень доктора философии в области металлургии, машиностроения и транспортной инженерии.
По состоянию на 2016 год, профессорско-преподавательский состав Университета насчитывает более 400 преподавателей, осуществляющих подготовку бакалавров, магистров и докторов по 42 специализациям, профилям и программам. На 15 факультетах университета обучаются более 14 000 студентов.